# Franz Bender (Maler, 1873)
Franz Bender (* 23. März 1873 in Germersheim; † 12. April 1905 in Leipzig) war ein deutscher Maler und Grafiker.

## Leben

### Herkunft und Ausbildung
Franz Bender war der Sohn des bayerischen Oberpostexpediteurs Franz genannt Johann Bender (1832–1886). Von Jugend an künstlerisch begabt, wurde er aufgrund des frühzeitigen Todes seiner Eltern zu einem Lithografen in die Lehre geschickt. Als dieser nach einem Jahr starb, erlaubte sein Vormund den Besuch der Kunstakademie Karlsruhe, wo er sich zum Musterzeichner ausbilden ließ.

### Kunstschaffen
Nach Beendigung seiner Ausbildung arbeitete Bender als Gebrauchsgrafiker in Mannheim und Köln. Aufgrund einer Anstellung bei der Firma Grimme & Hempel übersiedelte er in den 90er Jahren des 19. Jahrhunderts nach Leipzig, wo er mit Karlsruher Studienfreunden in einer Wohngemeinschaft lebte. Er gründete ein Atelier für künstlerische Tapetenentwürfe und widmete sich neben  Malerei, Druckgrafik und Entwürfen für Buchschmuck vor allem der Kunstverglasung. Hier arbeitete er mit den Firmen R. Brand & Co. sowie Schulze und Stokinger zusammen. Neben Arbeiten für Privathäuser in Leipzig, Hannover und Dresden waren seine Hauptwerke die farbenprächtigen Glasfenster im Festsaal und im Treppenhaus des Künstlerhauses am Nikischplatz in Leipzig. Das Künstlerhaus wurde durch die Luftangriffe auf Leipzig am 4. Dezember 1943 zusammen mit Benders Glasfenstern vollständig zerstört.
Von Kindheit an kränklich, verstarb Bender im Alter von 32 Jahren im Diakonissenkrankenhaus Leipzig an einer Krebserkrankung. Er wurde in Heidelberg beerdigt.

## Werke

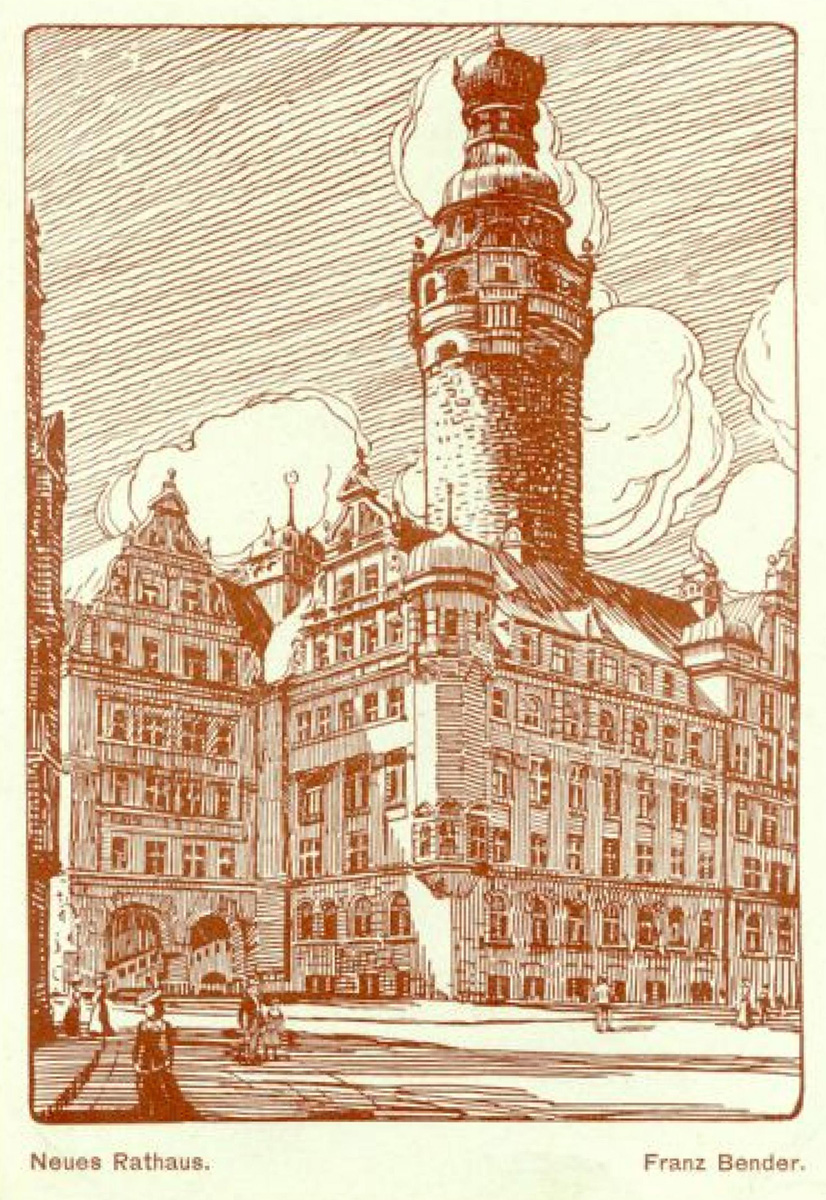
Das Neue Rathaus in Leipzig
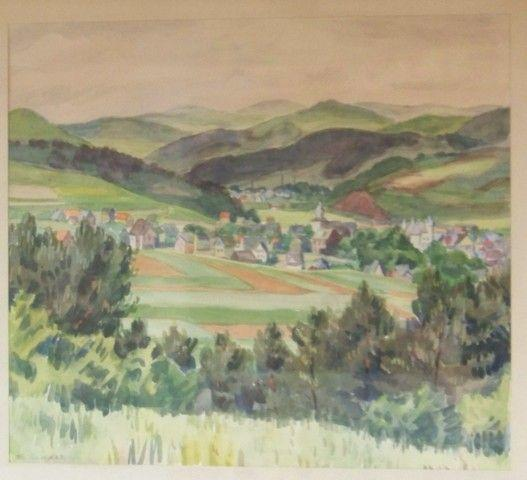
Aquarell
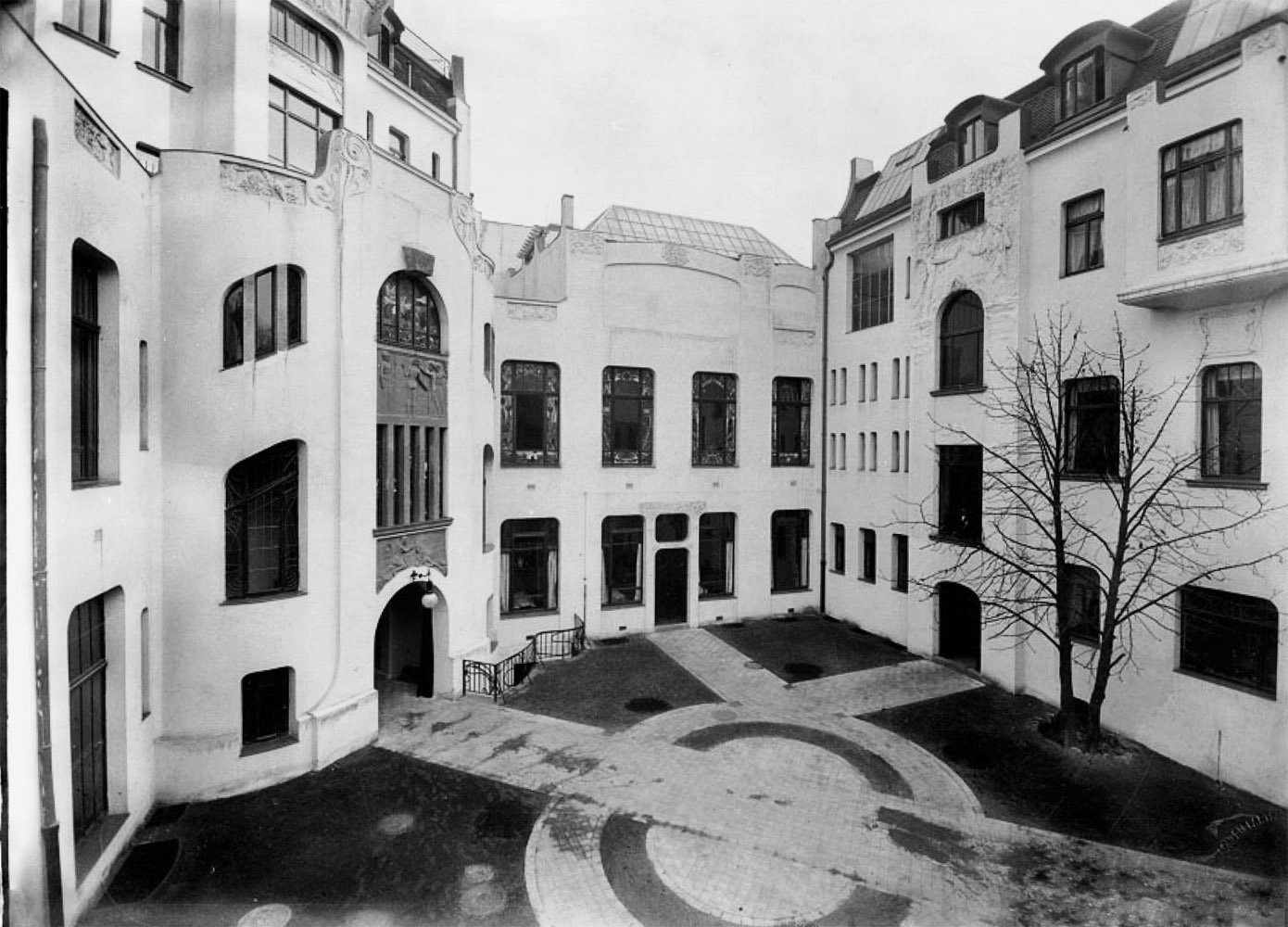
Künstlerhaus – Hofansicht mit Treppenfenstern
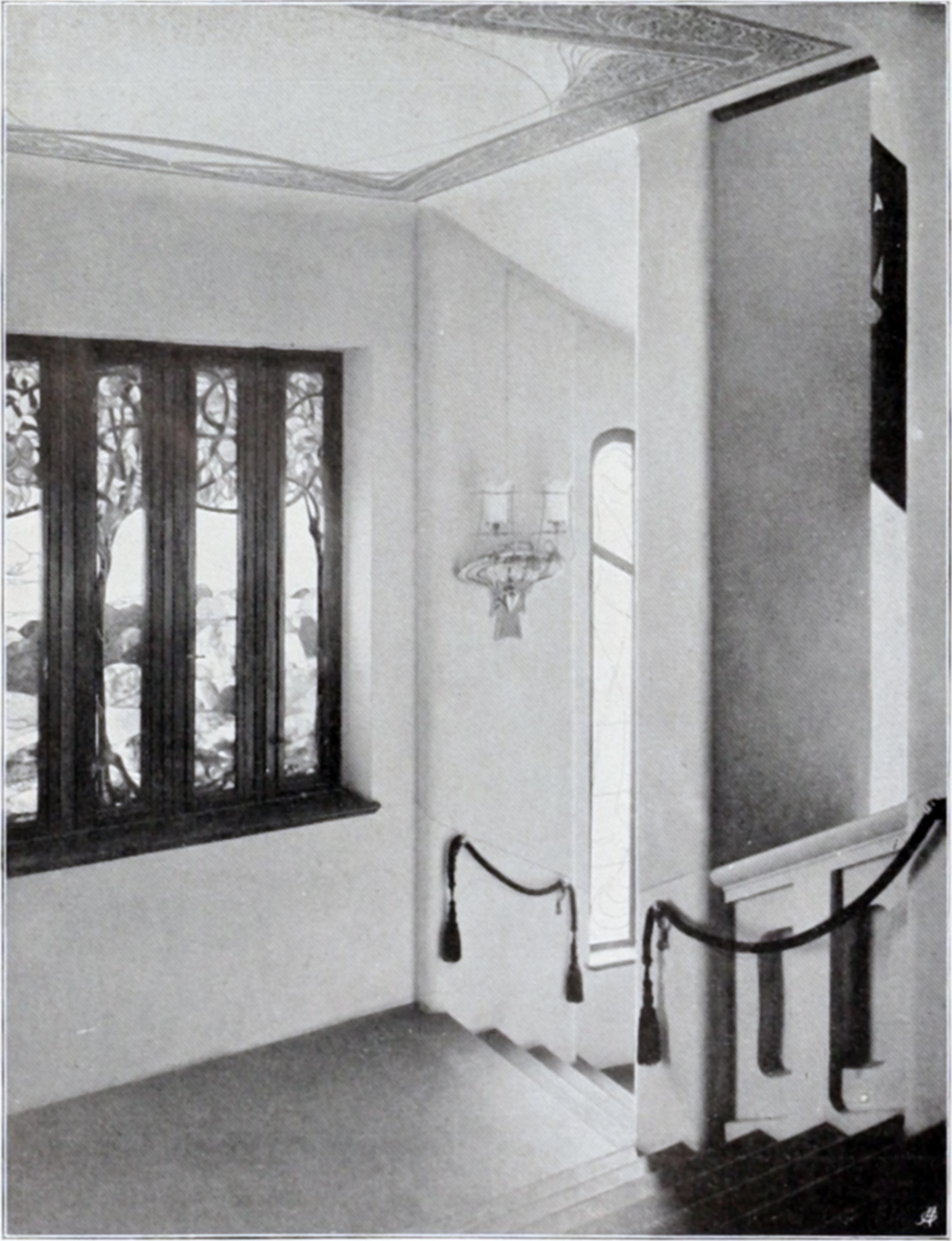
Künstlerhaus – Treppenfenster innen